# 네팔-일본 관계
네팔-일본 관계(일본어: 日本とネパールの関係, 네팔어: नेपाल र जापानको सम्बन्ध)는 네팔과 일본의 양국 관계이다. 정식으로 외교 관계가 처음 수립된 시기는 일본이 소련과 수교하던 시기와 비슷한 때인 1956년 9월 28일 정식으로 수교하였으며, 일본은 카트만두에, 네팔 역시 도쿄도에 서로 대사관이 설치되어 있다. 양국 모두 무역 관계는 대한민국, 러시아, 중화인민공화국, 브라질, 페루 등과 비교하면 그나마 나은 편이지만 수요가 매우 낮은 수준에 이르고 있다.

## 같이 보기
- 일본의 대외 관계